# Ray Charles in Person
The Genius of Ray Charles è un album discografico live del cantante e pianista statunitense Ray Charles, pubblicato dalla Atlantic Records nel 1960. Si tratta della registrazione del concerto tenuto ad Atlanta, in Georgia, il 28 maggio 1959. Il disco è stato ripubblicato nel 1987 insieme a Ray Charles at Newport con il titolo Ray Charles Live.

## Tracce
1. The Right Time
2. What'd I Say
3. Yes, Indeed
4. The Spirit Feel
5. Frenesi
6. Drown in My Own Tears
7. Tell the Truth